# Estuário (Gabão)
Estuário (em francês: Estuaire) é uma província do Gabão, cuja capital é a cidade de Akanda. Sua população projetada para 2006, a partir do último censo realizado em 1993, é de aproximadamente 653.000 habitantes.

## Departamentos
Lista dos departamentos da província com as respectivas capitais entre parênteses:
|  | - Komo-Mondah (Ntoum) - Komo (Kango) - Noya (Cocobeach) |